# ダブル1面
ダブル1面は、スポーツ新聞で最終面をこれまでのテレビ番組表から1面と同じ要領でその日の注目記事を掲載するという紙面工法のことをいう。

## 概要
1983年にスポーツニッポン新聞東京本社版でそれが初めて採用され、以後ほとんどのスポーツ新聞で採用されている。殆どはスポーツ関連の記事が中心であるが、サンケイスポーツや日刊スポーツ（何れも大阪版）、中日スポーツなどは一時期芸能記事を最終面にもってきたことがあった。また、1面（表紙面）との立体編集で大写真とともに掲載されることもある。
なお日刊スポーツでは長年関東の宅配、および2007年4月以後の北海道・西日本の版ではテレビ番組表が掲載されていたが、関東では2010年4月から、その他も2011年4月からスポーツニュース面になった。また関東の即売版、及びそれ以外の地域では最終面は上記地域が最終面テレビ欄だった時代もダブル1面となっている。特に東北・静岡県向け新聞の最終面は地方版が掲載されており、地元のプロ野球、Jリーグチームやアマチュアスポーツの話題を載せている。同じようにスポーツ報知の東京本社管轄地域（北海道・東北・山梨県・新潟県・富山県・石川県・静岡県）を中心に地方版を最終面に掲載している。